# Dhusaripara
Dhusaripara là một thị trấn thống kê (census town) của quận Murshidabad thuộc bang Tây Bengal, Ấn Độ.

## Nhân khẩu
Theo điều tra dân số năm 2001 của Ấn Độ, Dhusaripara có dân số 12.117 người. Phái nam chiếm 50% tổng số dân và phái nữ chiếm 50%. Dhusaripara có tỷ lệ 30% biết đọc biết viết, thấp hơn tỷ lệ trung bình toàn quốc là 59,5%: tỷ lệ cho phái nam là 39%, và tỷ lệ cho phái nữ là 21%. Tại Dhusaripara, 23% dân số nhỏ hơn 6 tuổi.